# Xiphophorus
Xiphophorus  is een geslacht van subtropische vissen uit de familie der levendbarende tandkarpers (Eierlevendbarende tandkarpers). Van nature komen deze soorten voor in Mexico en omgeving. Alle soorten in dit geslacht zijn levendbarend. Men zal jonge visjes dus direct na de geboorte zien rondzwemmen. De bekendste soorten in deze familie zijn de zwaarddrager  (X. helleri) en de platy  (X. maculatus).

## Naam
De naam Xiphophorus komt van twee Oudgriekse woorden: xiphos (ξίφος), dat "zwaard" betekent en phoros (φορός), dat "dragend" betekent.

## Soorten
- Xiphophorus alvarezi Rosen, 1960
- Xiphophorus andersi Meyer & Schartl, 1980
- Xiphophorus birchmanni Lechner & Radda, 1987
- Xiphophorus clemenciae Álvarez, 1959
- Xiphophorus continens Rauchenberger, Kallman & Morizot, 1990
- Xiphophorus cortezi Rosen, 1960
- Xiphophorus couchianus (Girard, 1859) – Monterreyplaty
- Xiphophorus evelynae Rosen, 1960
- Xiphophorus gordoni Miller & Minckley, 1963
- Xiphophorus helleri Heckel, 1848 – Zwaarddrager
- Xiphophorus kallmani Meyer & Schartl, 2003
- Xiphophorus kosszanderi Meyer & Wischnath, 1981
- Xiphophorus maculatus (Günther, 1866) – Platy
- Xiphophorus malinche Rauchenberger, Kallman & Morizot, 1990
- Xiphophorus mayae Meyer & Schartl, 2002
- Xiphophorus meyeri Schartl & Schröder, 1988
- Xiphophorus milleri Rosen, 1960
- Xiphophorus mixei Kallman, Walter, Morizot & Kazianis, 2004
- Xiphophorus montezumae Jordan & Snyder, 1899
- Xiphophorus monticolus Kallman, Walter, Morizot & Kazianis, 2004
- Xiphophorus multilineatus Rauchenberger, Kallman & Morizot, 1990
- Xiphophorus nezahualcoyotl Rauchenberger, Kallman & Morizot, 1990
- Xiphophorus nigrensis Rosen, 1960
- Xiphophorus pygmaeus Hubbs & Gordon, 1943
- Xiphophorus roseni Meyer & Wischnath, 1981
- Xiphophorus signum Rosen & Kallman, 1969
- Xiphophorus variatus (Meek, 1904)
- Xiphophorus xiphidium (Gordon, 1932)